# La Unión, Antioquia
La Unión är en ort i Colombia.   Den ligger i departementet Antioquía, i den centrala delen av landet, 210 km nordväst om huvudstaden Bogotá. La Unión ligger 2 475 meter över havet och antalet invånare är 8 361.
Terrängen runt La Unión är huvudsakligen kuperad, men den allra närmaste omgivningen är platt. Terrängen runt La Unión sluttar västerut. Runt La Unión är det ganska tätbefolkat, med 96 invånare per kvadratkilometer. Närmaste större samhälle är La Ceja, 10,1 km nordväst om La Unión. Omgivningarna runt La Unión är en mosaik av jordbruksmark och naturlig växtlighet.